# Kwazá
Kwazá (Arára, Koaiá, Kwazá, Coiá).- Pleme američkih Indijanaca, lingvistički izolirani, danas nastanjeni s Aikaná Indijancima na rezervatu Terra Indígena Tubarão-Latundê (svega 130), dio je u zoni São Pedra i po gradovima Pimenta Bueno i Porto Velho u Brazilu, Rondônia. Jezik kwaza u opasnosti je da nestane, a Indijanci se osim njima služe i jezikom aikana i portugalskim. Ime Arára osim njih nose i plemena Arára do Mato Grosso (izolirani), Arára do Pará (Karibi), i Arára do Jiparaná (Ramarama Tupian) i Arara do Acre (Shawanauá; Panoan).
Za Kwaza ili Koaiá koji žive blizu rijeke São Pedro u južnoj Rondôniji, smatralo se sve do 1990.-tih da su izumrli. U tom kraju je ipak otkriveno 25 članova ove rase. Prvi puta Kwaze se spominju 1916. u knjizi Marshall Rondona. Kada je 1930.-tih francuski antropolog Clause Lévi-Strauss posjetio južnu Rondôniju, uočio je jednog mladog Kwaza Indijanca među Kepkiriwatima. Nekoliko godina kasnije mineraloška ekspedicija posječuje državu i otkriva ih na mjestu gdje oni žive i danas. Negdje od 1940.-tih godina gubi se trag ovog naroda.  Godine 1984. američki jezikoslovac Harvey Carlston u posjetu je rezervatu Tubarão-Latundê, naseljen plemenima Aikaná i Latundê i među njima nalazi nekoliko Kwaza, njihov ostatak koji je preživio seriju epidemija. Većina ovih još je tamo naseljena. Nešto Kwaza preostalo je u visokom šumovitom području kod São Pedra, kojih 60 km od rezervata Tubarão-Latundê.
Kwaza danas žive pod pritiskom lokalnih rančera koji uništavaju šumu.

## Vanjske poveznice
- Kwazá  Arhivirana inačica izvorne stranice od 25. lipnja 2007. (Wayback Machine)
- [neaktivna poveznica]